# Koprivno, Gorica
Koprivno (italijansko Capriva del Friuli, furlansko Caprive ali Capriva) je naselje in občina s 1.626 prebivalci v italijanski deželi Furlanija - Julijska krajina.

## Etimologija in uradna imena
Koren imena naselja je slovenski iz besede kopriva.
Do leta 1954 je bilo uradno ime občine Koprivno pri Krminu (Capriva di Cormons), od leta 1923 pa Koprivno v Furlaniji (Capriva del Friuli).

## Geografija
Naselje leži ob bregovih hudourniškega potoka Versa (Birša) in na ravnici Preval, ob robu Goriških brd, na območju, ki je poznano po pridelavi odličnih vin.

## Zgodovina
Arheološke najdbe potrjujejo, da je bilo tu rimsko naselje (ostanki lončenine, mozaika, okrasni predmeti, denar). Leta 569 naj bi ga zasedli in uničili Langobardi, vendar stalna langobardska naselitev ni dokazana, čeprav verjetna. Naselje je cesar Oton III. okoli leta 1000 podelil oglejskemu patriarhu Ivanu IV. Ravenskemu, zatem pa je Koprivno pripadalo Goriškim grofom, leta 1428 pa je začasno prišlo pod oblast Benečanov.
Leta 1500, po smrti zadnjega goriškega grofa Lenarta je Koprivno postalo del Avstrijske monarhije (razen kratkega obdobja okupacije Napoleonove Francije). Kasneje je bilo del Avstro-Ogrske, vse do konca prve svetovne vojne, po njej pa je bilo priključeno Italiji.

## Znamenitosti
- Grad Spessa (Castello di Spessa) stoji v osrčju Goriških Brd v Koprivnem.

Od trinajstega stoletja je bil bivališče različnih furlanskih plemiških rodbin, od šestnajstega stoletja pa so se lastniki posesti Spessa menjavali: najprej Dornberški, nato Rassauer in družina Torre Valsassina, ki je imela grad v lasti več kot 300 let.
Na gradu Spessa so skozi stoletja bivale ugledne osebe: med njimi leta 1773 slavni pisatelj in pustolovec Giacomo Casanova in libretist Wolfganga A. Mozarta, Lorenzo da Ponte.
- Župnijska cerkev

Prvo cerkev v Koprivnem so zgradili že leta 776, ki pa so jo leta 954 porušili Ogri. Šele leta 1369 so zgradili novo cerkvico, ki so jo leta 1616 uničili Benečani. Ponovno je bila zgrajena leta 1622 in prenovljena 1676. Tri leta zatem je bil postavljen stranski oltar sv. Ane in leta 1691 glavni oltar. Med leti 1703 in 1765 so zgradili tri druge oltarje in leta 1784 zgradili še zvonik. Leta 1854 je cerkev postala župnijska.
Sedanja župnijska cerkev presvetega Marijinega imena (Santissimo Nome di Maria) je bila zgrajena med leti 1871 in 1882, po načrtu tržaškega arhitekta Ruggero Berlama in jo je 9. novembra 1896 posvetil goriški nadškof Alojzij Matija Zorn. Cerkev je bila obnovljena leta 2009.